# Список умерших в 577 году

## Май
- 23 мая — Амина бинт Вахб, жена Абдуллаха ибн Абд аль-Мутталиба и мать пророка Мухаммеда.[1]

## Август
- 31 августа — Иоанн III Схоластик, константинопольский патриарх.[2]

## Ноябрь
- 30 ноября — Гао Вэй (21), император Китайской династии Северная Ци (564—577).[3]

## Дата смерти неизвестна или требует уточнения
- Стратегий Апион, патрикий Византийской империи, консул (539).
- Бадуарий, византийский полководец и государственный деятель.
- Гао Хэн, император Китайской династии Северная Ци (577).
- Меровей, принц франков из династии Меровингов.
- Хуардон Леонский, святой епископ Леонский.
- Экиан, епископ ирландский.
- Святой Элдад, епископ Каэр-Глоуи (современный Глостер); святой.